# Pseudohadena mariana
Pseudohadena mariana är en fjärilsart som beskrevs av Yves de Lajonquière 1964. Pseudohadena mariana ingår i släktet Pseudohadena och familjen nattflyn. Inga underarter finns listade.